# Шушерин, Константин Никитич
Константи́н Ники́тич Шуше́рин — воевода Саратова в 1622 году.
Родился в Казани, служил в Казани и в Терском городе. Относился к служилым людям, получавшим деньги из чети. К началу Смуты (в 1604 году) получал годовой оклад 11 рублей. Участвовал в нескольких военных походах: на Терек и на Астрахань. В 1614 году, после возвращения в Москву из военных походов, ему был восстановлен оклад в 11 рублей (за службу в Терском городе). В 1615 году его годовой оклад был увеличен на 4 рубля, до 15 рублей (за ту же службу). В мае 1616 года его оклад был увеличен еще на 2 рубля, за участие в подавлении восстания (умиротворении) татар и черемисов в Повольжье, возникшего в конце 1615 года. В 1620 году вместе с Григорием Павловичем Верещагиным участвовал в походе против разбойничьих шаек на Волгу.
Того ж года (1620 года) посыланы были из Казани головы, на Волгу, за казаками Григорий Павлов сын Верещагин да Костянтин ШушуринДворцовые разряды, по высочайшему повелению изданные II отделением собственной Его Императорского Высочества канцелярии, СПб, 1850 г., Т. 1, Стб. 454
В 1622 году был воеводой в Саратове; в том же году отозван в Москву и в 1629—1630 годах был воеводой в Арске.